# Bejcgyertyános
Bejcgyertyános község Vas vármegyében, a Sárvári járásban.

## Fekvése
A Kemenesháton található.

### Megközelítése
A település központján, annak főutcájaként a 8439-es út húzódik végig, nagyjából délnyugat–északkeleti irányban, ezen érhető el déli szomszédja, Kám és a legközelebbi város, Sárvár felől is. Az ország távolabbi részei felől a 8-as, vagy a Pápa-Celldömölk-Sárvár közti 834-es főúton keresztól közelíthető meg. Vasútvonal nem érinti.

## Története
A hegyközségére a 18. századtól számos forrás utal. A mai település két falu: Bejc és Hegyhátgyertyános egyesüléséből keletkezett.
Borovszky Samu a 19. század elején írta a két községről:
Beicz, magyar község, 107 házzal és 547 r. kath. lakossal. Postája Nyőgér, távirója Sárvár. Lakosai a földmívelésen kivül a szőlőmívelést és a kosárkötést űzik. Egykor az ikervári uradalomhoz tartozott. Gyertyános, magyar község, 45 házzal és 303 r. kath. lakossal. Postája Nyőgér, távírója Sárvár. Csinos kath. temploma 1862-ben épült. Lakosai szőllőműveléssel is foglalkoznak. Az ikervári uradalomhoz tartozott.

## Közélete

### Polgármesterei
| Név              | Párt      | Terminus  | Megjegyzés / Források |
| ---------------- | --------- | --------- | --- |
| Pados Zsigmond   | független | 1990–1994 | Az 1990-es választásról a Nemzeti Választási Iroda publikus adatbázisából csak annak végeredménye állapítható meg.                                                            |
| Szabó István     | független | 1994–2005 | Az 1994. december 11-én megtartott választáson a 290 érvényesen leadott szavazatból, három jelölt közül 207 szavazatot szerzett meg, amivel 71,38 %-os eredményt ért el.      |
| Szabó István     | független | 1994–2005 | Az 1998. október 18-án megtartott választáson egyedüli jelöltként indult, így a 246 érvényesen leadott szavazat 100 %-ával szerzett mandátumot.                               |
| Szabó István     | független | 1994–2005 | A 2002. október 20-án megtartott választáson a 297 érvényesen leadott szavazatból, két jelölt közül 251 szavazatot szerzett meg, amivel 84,51 %-os eredményt ért el.          |
| Németh Imre      | független | 2005–2016 | A 2005. december 18-án megtartott időközi választáson a 284 érvényesen leadott szavazatból, két jelölt közül 183 szavazatot szerzett meg, amivel 64,44 %-os eredményt ért el. |
| Németh Imre      | független | 2005–2016 | A 2006. október 1-jén megtartott választáson a 269 érvényesen leadott szavazatból, két jelölt közül 157 szavazatot szerzett meg, amivel 58,36 %-os eredményt ért el.          |
| Németh Imre      | független | 2005–2016 | A 2010. október 3-án megtartott választáson egyedüli jelöltként indult, így a 162 érvényesen leadott szavazat 100 %-át szerezte meg.                                          |
| Németh Imre      | független | 2005–2016 | A 2014. október 12-én megtartott választáson a 194 érvényesen leadott szavazatból, két jelölt közül 167 szavazatot szerzett meg, amivel 86,08 %-os eredményt ért el.          |
| Lendvai Veronika | független | 2016–2024 | A 2016. április 3-án megtartott időközi választáson a 255 érvényesen leadott szavazatból, öt jelölt közül 129 szavazatot szerzett meg, amivel 50,59 %-os eredményt ért el.    |
| Lendvai Veronika | független | 2016–2024 | A 2019. október 13-án megtartott választáson a 211 érvényesen leadott szavazatból, két jelölt közül 130 szavazatot szerzett meg, amivel 61,61 %-os eredményt ért el.          |
| Péntek Enikő     | független | 2024–     | A 2024. június 9-én megtartott választáson egyedüli jelöltként indult, így a 209 érvényesen leadott szavazat 100 %-át szerezte meg (az érvénytelen szavazatok száma 20 volt). |

Pados Zsigmond, a község rendszerváltás utáni első polgármestere a megelőző években egy ideig tanácselnökként is vezette a települést.
A településen 2005. december 18-án időközi polgármester-választást (és képviselő-testületi választást) tartottak, az előző képviselő-testület önfeloszlatása miatt.
2016. április 3-án ismét időközi polgármester-választást kellett tartani a községben, ezúttal az előző polgármester halála okán.

## Népessége
A település népességének változása:
| Lakosok száma | 449  | 453  | 438  | 416  | 425  | 418  | 416  |
|               | 2013 | 2014 | 2015 | 2021 | 2022 | 2023 | 2024 |

A 2011-es népszámlálás során a lakosok 90,7%-a magyarnak, 2,7% németnek, 0,2% cigánynak, 0,2% románnak mondta magát (8,8% nem nyilatkozott; a kettős identitások miatt a végösszeg nagyobb lehet 100%-nál). A vallási megoszlás a következő volt: római katolikus 82,3%, református 0,9%, evangélikus 0,9%, felekezet nélküli 0,7% (15% nem nyilatkozott).
2022-ben a lakosság 94,4%-a vallotta magát magyarnak, 2,4% németnek, 0,2% ukránnak, 0,2% cigánynak, 0,2% románnak, 1,4% egyéb, nem hazai nemzetiségűnek (4% nem nyilatkozott; a kettős identitások miatt a végösszeg nagyobb lehet 100%-nál). Vallásuk szerint 56,9% volt római katolikus, 1,4% evangélikus, 1,2% református, 1,2% egyéb keresztény, 1,4% egyéb katolikus, 6,6% felekezeten kívüli (31,3% nem válaszolt).

## Nevezetességei
- Szűz Mária neve római katolikus templom
- Felsőbejci harangláb
- Farkas-erdő
- Mária Terézia forrás

## Híres emberek

### Nevezetes szülöttei
- Bejci Németh Antal XIX. században élt tanfelügyelő. Esztergom, Komárom és Győr vármegyék felügyelője, a győri tankerület főigazgatója, Pozsony képviselő-testületének tagja. Munkássága elismeréseként királyi tanácsosi, majd nemesi címet kapott.
- Solymos Rezső az Erdészeti Tudományos Intézet kutatóprofesszora. Kidolgozta a 21. század természetközeli erdőgazdálkodásának tudományos megalapozását szolgáló erdőfelújítási és erdőnevelési eljárásokat.
- P. Zsoldos Imre Tajvanon szolgáló missziós pap, költő. A tajpeji katolikus egyetem francia tanszékének vezetője. Verseskötete Magyarországon a Rím Kiadó jóvoltából jelent meg.
- Szovák Kornél Széchenyi-díjas és Fraknói Vilmos-díjas klasszika-filológus, középkorkutató. A Magyar Tudományos Akadémia doktora, a Pázmány Péter Katolikus Egyetem Bölcsészet- és Társadalomtudományi Kar Történettudományi Intézete Medievisztika Tanszékének egyetemi docense. (Sárváron született, itt nőtt fel.)

## Testvértelepülése
Gyertyános, Szlovénia.